# Phyllanthus ruscifolius
Phyllanthus ruscifolius är en emblikaväxtart som beskrevs av Johannes Müller Argoviensis. Phyllanthus ruscifolius ingår i släktet Phyllanthus och familjen emblikaväxter. Inga underarter finns listade i Catalogue of Life.